# Andrzej Pągowski

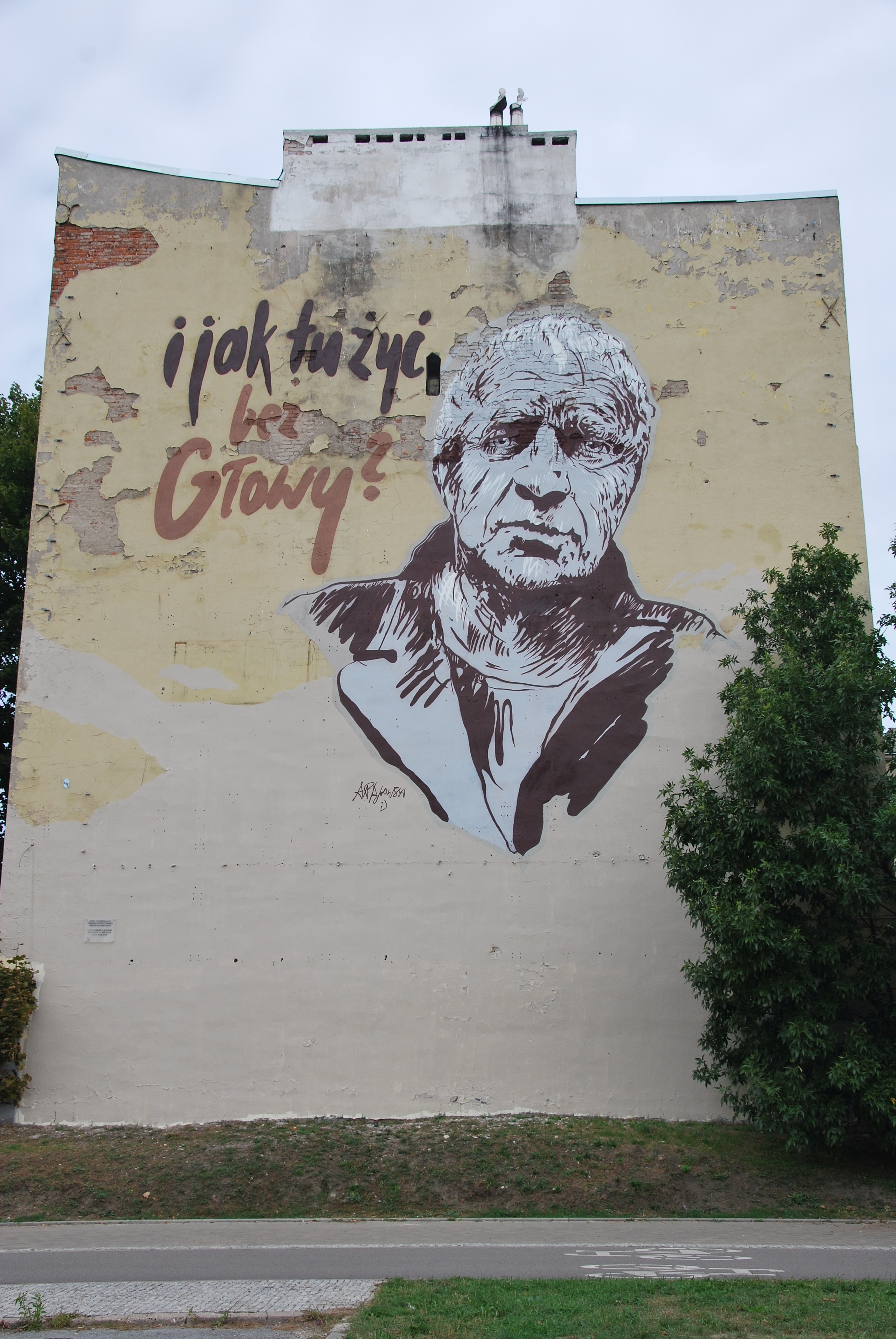
Mural zaprojektowany przez Andrzeja Pągowskiego, poświęcony Januszowi Głowackiemu – Łódź, ul. Targowa

Andrzej Tomasz Pągowski (ur. 19 kwietnia 1953 w Warszawie) – artysta grafik, autor plakatów zapowiadających sztuki teatralne, filmy, festiwale sztuk oraz konkursy piosenek.

## Życiorys
Wywodzi się z rodu szlacheckiego herbu Pobóg. Jest synem Franciszka Gustawa Pągowskiego i Krystyny z Modzelewskich. W roku 1978 ukończył z wyróżnieniem, na Wydziale Sztuki Użytkowej, Państwową Wyższą Szkołę Sztuk Plastycznych w Poznaniu.
W początkach kariery zajmował się rysunkami satyrycznymi – publikował m.in. w „Szpilkach”, „Przekroju”, „Radarze”. Plakaty zaczął projektować w 1976. Oprócz plakatów filmowych w dorobku ma także projekty okładek płyt, ilustracje książkowe, czołówki telewizyjne, teledyski, scenografie teatralne i telewizyjne, oraz znaczków i kartek pocztowych. Był dyrektorem artystycznym magazynów „Scena”, „Moda”, miesięcznika „Playboy” – jest jednym z kilkunastu grafików na świecie, którzy zaprojektowali autorską okładkę tego pisma; wykonywał projekty plastyczne dla kampanii reklamowych, zajmował się również grafiką komputerową. Część jego plakatów poświęcona jest tematom społeczno-politycznym.
Jest autorem projektu gwiazdy używanego w Alei Gwiazd w Łodzi (na której również został uhonorowany), a także murali – w Łodzi (m.in. 2018), Oświęcimiu (Life Festival Oświęcim, 2012, 2015) i Warszawie (Muzeum Powstania Warszawskiego, 2008).
W 1990 założył agencję reklamową Studio P, która w XXI w. została przekształcona w agencję KreacjaPro.

### Nagrody i wyróżnienia
Andrzej Pągowski otrzymał kilkadziesiąt nagród i wyróżnień krajowych. W 2005, za wybitne zasługi w twórczości artystycznej, został odznaczony Krzyżem Kawalerskim Orderu Odrodzenia Polski oraz Srebrnym Medalem „Zasłużony Kulturze Gloria Artis”, w roku 2011 otrzymał Medal Komisji Edukacji Narodowej, a w 2012 Nagrodę Miasta Stołecznego Warszawy. W 2025 został odznaczony Złotym Medalem „Zasłużony Kulturze Gloria Artis”.
Za plakat miesiąca uznano między innymi:
- plakat zapowiadający wystawienie „Szkoły żon” Moliera w 1979 roku;
- plakat zapowiadający XIV Warszawskie Spotkania Teatralne;
- plakat zapowiadający wystawienie dramatu „Król Lear” Szekspira;

i plakaty filmowe:
- plakat filmu „Krzyk” Barbary Sass (1983);
- plakat filmu „Dziecko Rosemary” Romana Polańskiego (1984);
- plakat filmu „Krótki film o zabijaniu” Krzysztofa Kieślowskiego (1988).

Wielokrotnie otrzymywał wyróżnienia publiczności, np. za plakat zapowiadający wystawienie „Antygony” Sofoklesa w marcu 1981 roku. W 1988 roku otrzymał nagrodę imienia Stanisława Wyspiańskiego, przyznawaną młodym twórcom.
Andrzej Pągowski wielokrotnie brał udział w konkursie na najlepszy plakat filmowy ogłaszany przez magazyn „The Hollywood Reporter” w Los Angeles. Sześciokrotnie otrzymał pierwszą nagrodę (po raz pierwszy w 1981 roku za plakat ilustrujący musical „Hair”), raz przyznano mu drugą nagrodę, cztery razy zajął trzecie miejsce, a dwukrotnie otrzymał wyróżnienie.
12 października 2018 w łódzkiej Alei Gwiazd, przy ul. Piotrkowskiej 70, odsłonięto gwiazdę honorującą osiągnięcia Andrzeja Pągowskiego. W 2019 został laureatem X edycji konkursu Wybitny Polak.

## Twórczość
Poza prywatnymi zbiorami prace Andrzeja Pągowskiego znajdują się m.in. w nowojorskich Metropolitan Museum of Art i Museum of Modern Art, madryckim Círculo de Bellas Artes, Muzeum Plakatu w Lahti, Muzeum Plakatu w Wilanowie, łódzkim Muzeum Kinematografii i Filmotece Narodowej.

### Wystawy zbiorowe
Po raz pierwszy Andrzej Pągowski wystawił swoje prace w 1975 roku w Poznaniu, na wystawie prac studentów PWSSP w Galerii Nowej. Od tej pory brał udział w kilkudziesięciu wystawach w różnych miastach Polski i Europy. Wielokrotnie jego plakaty zajmowały w galeriach miejsca honorowe oraz otrzymywały nagrody, np. w 1985 roku jego plakat zajął drugie miejsce w konkursie na warszawskiej wystawie „40-lecie zwycięstwa nad faszyzmem”.

### Wybrane wystawy indywidualne[9]
- 1978 – Warszawa, Galeria Plakatu
- 1980 – Warszawa, Galeria BP
- 1981 – Puławy, Galeria Biura Wystaw Artystycznych
- 1982 – pięć wystaw indywidualnych, w tym dwie za granicą
- 1983 – Wrocław, Galeria Plakatu
- 1984 – dwie wystawy w Warszawie i jedna w Sofii
- 1987 – Opole, Galerii biura wystaw Artystycznych
- 1988 – dwie wystawy w Warszawie, Białystok i Berlin
- 1989 – Paryż, Londyn, Sztokholm, Berlin, Getynga
- 1991 – „Miasto plakatów” – Monachium
- 2012 – „Andrzej Pągowski. Plakaty filmowe. 35 lat pracy twórczej” – Bydgoszcz, Warszawa
- 2013 – „Andrzej Pągowski – ilustrując filmy” – Muzeum Kinematografii w Łodzi
- 2017 – Łódź (Muzeum Kinematografii), Gdynia (Muzeum Miasta Gdyni podczas 42. Festiwalu Polskich Filmów Fabularnych(inne języki))[17]

### Wybrane okładki płyt[18]
- Bank – Jestem panem świata… (1982)[19]
- Marek Biliński – Ogród króla świtu (1983)[20]
- Wow! (1990)[21]
- Maryla Rodowicz – Buty 2 (2011)[22]
- Pidżama Porno – Sprzedawca jutra (2019)[23]